# 溫蓋特 (印地安納州)
溫蓋特（英語：Wingate）是一個位於美國印地安納州蒙哥馬利縣的城鎮。

## 人口
根據2010年美國人口普查的數據，溫蓋特的面積為0.53平方千米，當中陸地面積為0.53平方千米，而水域面積為0.00平方千米。當地共有人口958人，而人口密度為每平方千米1,808人。